# Roswasch
Roswasch (ukrainisch, kyrillisch Розваж; russisch Розваж, polnisch Rozważ) ist ein Dorf in der westukrainischen Oblast Lwiw mit etwa 350 Einwohnern.
Es gehört verwaltungstechnisch zur Stadtgemeinde Solotschiw, bis zum 12. Juni 2020 war es ein Teil der Landratsgemeinde Bilyj Kamin.

## Geschichte
Der Ort wurde im Jahre 1578 als Rozwąsz und später als Rozważ (1649) urkundlich erwähnt. Der besitzanzeigende Name ist vom ukrainischen Personennamen *Розвад (polnische Äquivalent *Rozwaga [Überlegung, Bedenken]).
Er gehörte zunächst zum Lemberger Land in der Woiwodschaft Ruthenien der Adelsrepublik Polen-Litauen. Bei der Ersten Teilung Polens kam das Dorf 1772 zum neuen Königreich Galizien und Lodomerien des habsburgischen Kaiserreichs (ab 1804).

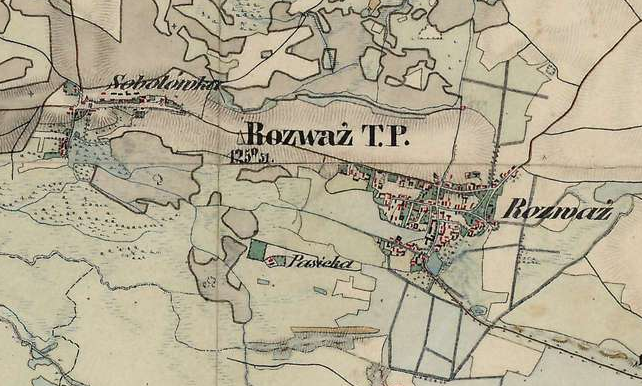
Rozważ und Sobolówka auf der Franziszeischen Landesaufnahme um die Mitte des 19. Jahrhunderts

Im Jahr 1829 wurde eine deutsch-evangelische Kolonie im Nordwesten gegründet. In der Kolonie, die zur unabhängigen Gemeinde Sobolówka (besitzanzeigender Ortsname vom Namen Sobol, vergleiche Zobel, abgeleitet) wurde, gab es später eine evangelische Volksschule. Die nächste Pfarrgemeinde gab es in Unterwalden.
Im Jahre 1900 hatte die Gemeinde Rozważ 150 Häuser mit 891 Einwohnern, davon waren 669 ruthenischsprachig, 222 polnischsprachig, 670 griechisch-katholisch, 205 römisch-katholisch, 16 Juden. In der Gemeinde Sobolówka gab es 20 Häuser mit 124 Einwohnern, davon waren 60 deutschsprachig, 60 polnischsprachig, 4 ruthenischsprachig, 44 römisch-katholische, 8 griechisch-katholisch, 18 Juden, 54 anderen Glaubens.
Nach dem Ende des Polnisch-Ukrainischen Kriegs 1919 kamen beide Gemeinden zu Polen. Im Jahr 1921 hatte die Gemeinde Rozważ 174 Häuser mit 838 Einwohnern, davon 834 Ruthenen, 4 Juden (Nationalität), 648 griechisch-katholisch, 176 römisch-katholisch, 14 Juden (Religion).
Im Zweiten Weltkrieg gehörte der Ort zuerst zur Sowjetunion und ab 1941 zum Generalgouvernement, ab 1945 wieder zur Sowjetunion, heute zur Ukraine.